# 球盖菇科
球盖菇科（學名：Strophariaceae）是担子菌门伞菌目的一個科，於1946年由洛夫·辛格與亞歷山大·H·史密斯定義。其下包含18個屬，共約1300種。本科物種的一項特徵是蕈傘上具有菌蓋皮，另外孢子印多呈紅棕色至深棕色，擔孢子表面平滑且頂端有萌發孔，營養方式均為腐生。

## 屬
- 田頭菇屬 Agrocybe
- Bogbodia
- Deconica
- 韧伞属 Hypholoma
- 库恩菌属 Kuehneromyces
- 勒氏菌属（英语：Leratiomyces） Leratiomyces
- Melanotus
- Nivatogastrium
- Pachylepyrium
- Phaeogalera
- 鱗傘屬 Pholiota
- 裸蓋菇屬（英语：Psilocybe） Psilocybe
- 球蓋菇屬 Stropharia
- Weraroa